# カルーガ州

カルーガ州
ロシア語: Калужская область

カルーガ州（カルーガしゅう、Калу́жская о́бласть、Kaluga Oblast）はロシア連邦を構成する州（オーブラスチ）の一つ。面積29,777km2、2023年の人口1,070,293のロシアの州（オーブラスチ）。州都はカルーガ。

## 歴史
モンゴル帝国のロシア侵攻以前はこの地域はチェルニゴフ公国の統治下にあったが、次第にチェルニゴフ公ミハイール・フセヴォロドヴィッチの子孫らによる数十の領地へと分裂していった。これらはリトアニア大公国とモスクワ大公国の間にあったため支配者が変動し圧迫されていた。
14世紀から15世紀にかけてオカ川の上流、この州とトゥーラ州の領域にわたって10の小さな公国（ベリョーフ、ノヴォシーリ及びオドーエフ、ヴォロティンスク、マサルスク、ズヴェニゴロド、カラチェフ、コゼルスク及びペレムィシリ、タルーサ及びメシチョフスク、ボリャチノ、オボレンスク）が乱立していて、リトアニアへの年貢を強いられていた。
カトリックのポーランドとリトアニアの同盟に際し、この地域の領主達はリトアニアの拡大に対抗して、15世紀末にはモスクワ公国の側に付いた。そのため1494年、リトアニアはこの地域の領土を全て失ったのである。
2023年、ロシアへのウクライナ侵攻中、ウクライナ軍からドローン攻撃を受けた。

## 行政区画
カルーガ州は以下の地区（ラヨン）からなる。
| 地区（район）                                        | 中心地                 |
| ---------------------------------------------------- | ---------------------- |
| バブィニノ地区（Бабынинский район）                  | バブィニノ             |
| バリャチノ地区（Барятинский район）                  | バリャチノ             |
| ボロフスク地区（Боровский район）                    | ボロフスク             |
| ドゥミニチ地区（Думиничский район）                  | ドゥミニチ             |
| ジェルジンスキー地区（Дзержинский район）            | コンドロヴォ           |
| ジズドラ地区（Жиздринский район）                    | ジズドラ               |
| ジューコフ地区（Жуковский район）                    | ジューコフ             |
| イズノスキ地区（Износковский район）                 | イズノスキ             |
| キーロフ地区（Кировский район）                      | キーロフ※              |
| コゼリスク地区（Козельский район）                   | コゼリスク             |
| クイビシェフ地区（Куйбышевский район）               | ベトリツァ             |
| リュジーノヴォ地区（Людиновский район）              | リュジーノヴォ※        |
| マロヤロスラーヴェッツ地区（Малоярославецкий район） | マロヤロスラーヴェッツ |
| メドゥイニ地区（Медынский район）                    | メドゥイニ             |
| メシチョフスク地区（Мещовский район）                | メシチョフスク         |
| モサリスク地区（Мосальский район）                   | モサリスク             |
| ペレムィシリ地区（Перемышльский район）              | ペレムィシリ           |
| スパス＝ジェメンスク地区（Спас-Деменский район）     | スパス＝ジェメンスク   |
| スヒーニチ地区（Сухиничский район）                  | スヒーニチ             |
| タルーサ地区（Тарусский район）                      | タルーサ               |
| ウリヤノフスク地区（Ульяновский район）              | ウリャノヴォ           |
| フェルジコヴォ地区（Ферзиковский район）             | フェルジコヴォ         |
| フヴァストヴィチ地区（Хвастовичский район）          | フヴァストヴィチ       |
| ユーフノフ地区（Юхновский район）                    | ユーフノフ             |

※地区から独立した州直轄市

## 標準時
この地域は、モスクワ時間帯の標準時を使用している。時差はUTC+3時間で、夏時間はない。（2011年3月までは標準時がUTC+3で、夏時間がUTC+4時間、同年3月から2014年10月までは通年UTC+4であった）

## 著名な出身者
- アナトリー・アルタモーノフ（州知事）